# Hiệu quả Pareto
Hiệu quả Pareto hay tối ưu Pareto là tình huống mà ở đó không có lợi ích của một cá nhân nào được cải thiện mà không phải hi sinh lợi ích của một người khác. Khái niệm này được đặt theo tên của Vilfredo Pareto (1848–1923), kỹ sư dân dụng và nhà kinh tế người Ý, người đã sử dụng khái niệm này trong các nghiên cứu của mình về hiệu quả kinh tế và phân phối thu nhập. Ba khái niệm sau đây có liên quan chặt chẽ với nhau:
Với tình huống ban đầu, cải thiện Pareto là tình huống mà một số cá nhân sẽ được lợi và không có cá nhân nào bị mất.
Một tình huống được gọi là tối ưu Pareto hoặc hiệu quả Pareto nếu không có thay đổi nào có thể dẫn đến việc cải thiện sự hài lòng của một cá nhân mà không một cá nhân nào mất hoặc tương đương, tức là không thể cải thiện Pareto hơn nữa.
Khái niệm Pareto ban đầu sử dụng từ tối ưu, nhưng vì nó mô tả tình huống mà một số người (hữu hạn) được cải thiện tốt hơn với nguồn lực hữu hạn, và nó không tính đến bình đẳng hoặc phúc lợi xã hội, định nghĩa của nó tập trung vào "tính hiệu quả".
Ngoài bối cảnh hiệu quả phân bổ, khái niệm Pareto cũng xuất hiện trong bối cảnh hiệu quả sản xuất với tính phi hiệu quả X: một tập hợp các hàng hóa đầu ra đạt được hiệu quả Pareto nếu không có sự tái phân bổ về sản xuất sao cho đầu ra của một sản phẩm tăng lên trong khi đầu ra của sản phẩm khác cũng tăng hoặc không đổi.
Bên cạnh lĩnh vực kinh tế học, khái niệm về hiệu quả Pareto đã được áp dụng để lựa chọn các giải pháp thay thế trong kỹ thuật và sinh học.Trước tiên mỗi lựa chọn được đánh giá theo nhiều tiêu chí, và sau đó một tập hợp con các lựa chọn được xác định với thuộc tính mà không lựa chọn nào khác tốt hơn lựa chọn đã chỉ định. Đó là tình trạng mà không thể cải thiện một biến mà không làm tổn hại đến các biến khác trong chủ đề tối ưu hóa đa mục tiêu (còn được gọi là tối ưu hóa Pareto).

## Tổng quan
Về mặt hình thức, một trạng thái là tối ưu Pareto nếu không có trạng thái thay thế nào có thể cải thiện được phúc lợi của ít nhất một người tham gia mà không làm giảm phúc lợi của bất kỳ người tham gia nào khác. Nếu có sự thay đổi trạng thái thỏa mãn điều kiện này, trạng thái mới được gọi là "cải tiến Pareto". Khi không thể cải tiến Pareto, trạng thái này được gọi là "tối ưu Pareto".
Một trường hợp đặc biệt của trạng thái này là sự phân bổ các nguồn lực. Khái niệm kinh tế này được trình bày như sau: xem xét một nền kinh tế với n cá nhân và k hàng hóa. Phân bổ {x1, ...,  xn} với  với mọi , là tối ưu Pareto nếu không có một phân bổ khả thi  sao cho hàm lợi ích  cho mỗi cá nhân    cho mọi  và ui(xi')>  ui(xi) cho một vài . Ở đây, trong một nền kinh tế giản đơn, tính khả thi đề cập đến sự phân bổ mà tổng số lượng của mỗi hàng hóa được phân bổ không nhiều hơn tổng số lượng hàng hóa trong nền kinh tế. Trong những nền kinh tế phức tạp hơn, một phân bổ sẽ bao gồm cả vectơ tiêu dùng và vectơ sản xuất, và tính khả thi yêu cầu tổng số lượng của mỗi hàng hóa được tiêu thụ không lớn hơn tài sản ban đầu cộng với số lượng được sản xuất.
Theo giả định của định lý phúc lợi thứ nhất, cạnh tranh dẫn đến hiệu quả Pareto. Kết quả này được chứng minh bằng toán học bởi hai nhà kinh tế học Kenneth Arrow và Gérard Debreu. Tuy nhiên, kết quả chỉ đúng dưới các điều kiện giả định: tồn tại thị trường cho tất cả các hàng hóa có thể có, không có ngoại ứng, thị trường cạnh tranh hoàn hảo và những người tham gia trên thị trường có được thông tin hoàn hảo.
Trong trường hợp không có thông tin hoàn hảo hoặc thị trường hoàn chỉnh, các kết quả nói chung sẽ không đạt hiệu quả theo Pareto, theo định lý Greenwald – Stiglitz.
Định lý phúc lợi thứ hai về cơ bản là đảo ngược của định lý phúc lợi thứ nhất. Nó nói rằng theo các giả định của định lý, tương tự, bất kỳ mức tối ưu Pareto nào cũng có thể đạt được bằng một số điểm cân bằng cạnh tranh, hoặc hệ thống thị trường tự do, mặc dù nó cũng có thể yêu cầu chuyển toàn bộ của cải.

##### Hiệu quả Pareto yếu
Hiệu quả Pareto yếu là một tình trạng không thể được cải thiện nghiêm ngặt đối với mỗi cá nhân.
Về mặt hình thức, một cải tiến Pareto mạnh mẽ được định nghĩa là một tình huống trong đó tất cả các đại lý đều khá giả (trái ngược với chỉ "cải tiến Pareto", yêu cầu rằng một đại lý hoàn toàn khá giả và các tác nhân khác ít nhất cũng tốt). Một tình huống là Pareto hiệu quả yếu nếu nó không có những cải tiến mạnh mẽ của Pareto.
Bất kỳ cải tiến Pareto mạnh nào cũng là một cải tiến Pareto yếu. Điều ngược lại là không đúng; ví dụ: hãy xem xét một vấn đề phân bổ tài nguyên với hai tài nguyên, mà Alice có giá trị là {10, 0} và George có giá trị là {5, 5}. Hãy xem xét việc phân bổ cung cấp tất cả tài nguyên cho Alice, trong đó hồ sơ tiện ích là (10, 0):
Đây là một PO yếu, vì không có sự phân bổ nào khác tốt hơn cho cả hai tác nhân (không có cải tiến Pareto mạnh mẽ nào).
Nhưng nó không phải là một PO mạnh, vì việc phân bổ trong đó George nhận được tài nguyên thứ hai là tốt hơn cho George và tốt hơn một cách yếu cho Alice (đó là một cải tiến Pareto yếu) - hồ sơ tiện ích của nó là (10, 5).
Một thị trường không yêu cầu ký sinh tại địa phương để đạt được mức tối ưu Pareto yếu.

##### Hiệu quả Pareto hạn chế
Hiệu quả Pareto bị hạn chế là sự suy yếu của tính tối ưu Pareto, do thực tế là một nhà hoạch định tiềm năng (ví dụ: chính phủ) có thể không cải thiện được kết quả của thị trường phi tập trung, ngay cả khi kết quả đó không hiệu quả. Điều này sẽ xảy ra nếu nó bị hạn chế bởi các ràng buộc về thông tin hoặc thể chế giống như các tác nhân riêng lẻ.
Một ví dụ là bối cảnh mà các cá nhân có thông tin cá nhân (ví dụ: thị trường lao động nơi công nhân biết năng suất của chính công nhân nhưng không được sử dụng lao động tiềm năng biết đến hoặc thị trường ô tô đã qua sử dụng nơi chất lượng của ô tô được biết đến người bán chứ không phải người mua) dẫn đến rủi ro đạo đức hoặc lựa chọn bất lợi và kết quả dưới mức tối ưu. Trong trường hợp như vậy, một nhà hoạch định mong muốn cải thiện tình hình khó có thể tiếp cận bất kỳ thông tin nào mà những người tham gia thị trường không có. Do đó, người lập kế hoạch không thể thực hiện các quy tắc phân bổ dựa trên các đặc điểm riêng của từng cá nhân; ví dụ, "nếu một người thuộc loại A, họ trả giá p1, nhưng nếu thuộc loại B, họ trả giá p2" (xem giá Lindahl). Về cơ bản, chỉ cho phép các quy tắc ẩn danh (thuộc loại "Mọi người đều trả giá p") hoặc các quy tắc dựa trên hành vi có thể quan sát được; "nếu bất kỳ người nào chọn x với giá px, thì họ sẽ được trợ cấp 10 đô la, và không có gì khác". Nếu không tồn tại quy tắc được phép nào có thể cải thiện thành công kết quả thị trường, thì kết quả đó được cho là "tối ưu Pareto có giới hạn"

##### Hiệu quả Pareto phân số
Hiệu quả Pareto phân số là sự tăng cường hiệu quả Pareto trong bối cảnh phân bổ mặt hàng công bằng. Việc phân bổ các mục không thể phân chia là hiệu quả Pareto theo từng phần (fPE hoặc fPO) nếu nó không bị Pareto chi phối ngay cả khi phân bổ trong đó một số mục được phân chia giữa các tác nhân. Điều này trái ngược với hiệu quả Pareto tiêu chuẩn, vốn chỉ xem xét sự thống trị bằng cách phân bổ khả thi (rời rạc).
Ví dụ: hãy xem xét một vấn đề phân bổ mục với hai mục, mà Alice đặt giá trị ở {3, 2} và giá trị của George là {4, 1}. Hãy xem xét việc phân bổ đưa mục đầu tiên cho Alice và mục thứ hai cho George, trong đó hồ sơ tiện ích là (3, 1):
Nó là Pareto hiệu quả, vì bất kỳ phân bổ rời rạc nào khác (không chia nhỏ các mục) đều khiến ai đó trở nên tồi tệ hơn.
Tuy nhiên, nó không hiệu quả theo tỷ lệ Pareto, vì nó bị Pareto chi phối bởi việc phân bổ cho Alice 1/2 của mục đầu tiên và toàn bộ mục thứ hai, và 1/2 còn lại của mục đầu tiên cho George - tiện ích của nó hồ sơ là (3,5, 2).
Hiệu quả Pareto trước đó
Khi quá trình quyết định là ngẫu nhiên, chẳng hạn như trong phân công ngẫu nhiên công bằng hoặc lựa chọn xã hội ngẫu nhiên hoặc biểu quyết chấp thuận theo phân đoạn, sẽ có sự khác biệt giữa hiệu quả Pareto trước và sau:
Hiệu quả Pareto hậu kỳ có nghĩa là bất kỳ kết quả nào của quá trình ngẫu nhiên là hiệu quả Pareto.
Hiệu quả Pareto trước đây có nghĩa là xổ số được xác định bởi quy trình là hiệu quả Pareto đối với các tiện ích mong đợi. Đó là: không có xổ số nào khác mang lại tiện ích kỳ vọng cao hơn cho một đại lý và ít nhất là tiện ích kỳ vọng cao cho tất cả các đại lý.
Nếu một số xổ số L là PE trước kỳ hạn, thì nó cũng là PE cũ. Chứng minh: giả sử rằng một trong các kết quả x của L bị Pareto chi phối bởi một số kết quả khác y. Sau đó, bằng cách di chuyển một số khối lượng xác suất từ x sang y, người ta đạt được một xổ số khác L 'mà trước đây Pareto chiếm ưu thế L'.
Điều ngược lại là không đúng: PE cũ mạnh hơn PE cũ hơn. Ví dụ, giả sử có hai đối tượng - một chiếc ô tô và một ngôi nhà. Alice định giá chiếc xe là 2 và ngôi nhà là 3; George định giá chiếc xe là 2 và ngôi nhà là 9. Hãy xem xét hai giải xổ số sau:
Với xác suất 1/2, đưa ô tô cho Alice và nhà cho George; nếu không, hãy đưa xe hơi cho George và nhà cho Alice. Tiện ích mong đợi là (2/2 + 3/2) = 2,5 đối với Alice và (2/2 + 9/2) = 5,5 đối với George. Cả hai cách phân bổ đều là PE cũ, vì người có xe không thể trở nên khá giả hơn mà không gây hại cho người có nhà.
Với xác suất 1 thì đưa ô tô cho Alice, sau đó với xác suất 1/3 thì đưa nhà cho Alice, ngược lại thì đưa cho George. Tiện ích mong đợi là (2 + 3/3) = 3 đối với Alice và (9 × 2/3) = 6 đối với George. Một lần nữa, cả hai phân bổ đều là PE cũ.
Trong khi cả hai giải xổ số đều là PE trước sau, xổ số 1 không phải là PE trước, vì nó bị xổ số 2 chi phối bởi Pareto.
Một ví dụ khác liên quan đến sở thích phân đôi. Có 5 kết quả có thể xảy ra (a, b, c, d, e) và 6 người bỏ phiếu. Các bộ phê duyệt của cử tri là (ac, ad, ae, bc, bd, be). Tất cả năm kết quả đều là PE, vì vậy mọi cuộc xổ số đều là PE trước sau. Nhưng xổ số chọn c, d, e với xác suất 1/3 mỗi người không phải là PE cũ, vì nó mang lại hiệu quả kỳ vọng là 1/3 cho mỗi cử tri, trong khi xổ số chọn a, b với xác suất 1/2 mỗi người cho một tiện ích dự kiến là 1/2 cho mỗi cử tri.

##### Pareto hiệu quả và công bằng
Mặc dù một kết quả có thể được coi là một cải tiến Pareto, nhưng điều này không có nghĩa là kết quả đó thỏa mãn hoặc công bằng. Có thể là sự bất bình đẳng vẫn tồn tại ngay cả sau khi Pareto được cải thiện. Mặc dù thực tế là nó thường được sử dụng cùng với ý tưởng về sự tối ưu của Pareto, thuật ngữ "hiệu quả" đề cập đến quá trình tăng năng suất xã hội. Một xã hội có thể có hiệu quả Pareto đồng thời có mức độ bất bình đẳng cao. Hãy xem xét tình huống sau: có một chiếc bánh và ba người; cách công bằng nhất sẽ là chia chiếc bánh thành ba phần bằng nhau. Tuy nhiên, nếu chiếc bánh được chia đôi và được chia cho hai người, nó được coi là Pareto hiệu quả - nghĩa là người thứ ba không bị thua (mặc dù thực tế là anh ta không nhận được một phần của chiếc bánh). Khi đưa ra đánh giá, điều quan trọng là phải xem xét nhiều khía cạnh, bao gồm hiệu quả xã hội, phúc lợi tổng thể và các vấn đề như giá trị biên giảm dần.

## Hiệu quả Pareto và thất bại thị trường
Để hiểu đầy đủ về sự thất bại của thị trường, trước tiên người ta phải hiểu được thành công của thị trường, được định nghĩa là khả năng của một tập hợp các thị trường cạnh tranh lý tưởng nhằm đạt được sự phân bổ cân bằng các nguồn lực là Pareto-tối ưu về mặt phân bổ nguồn lực. Theo định nghĩa của thất bại thị trường, đó là một trường hợp mà kết luận của định lý cơ bản đầu tiên về phúc lợi là sai lầm; nghĩa là, khi việc phân bổ thông qua các thị trường không hiệu quả Trong thị trường tự do, thất bại thị trường được định nghĩa là sự phân bổ nguồn lực không hiệu quả. Do thực tế là khả thi để cải thiện, thất bại thị trường cho thấy Pareto kém hiệu quả. Ví dụ, tiêu thụ quá nhiều các mặt hàng giảm giá (ma túy/thuốc lá) dẫn đến chi phí bên ngoài cho những người không hút thuốc, cũng như tử vong sớm cho những người hút thuốc không bỏ thuốc. Việc tăng giá thuốc lá có thể thúc đẩy mọi người bỏ thuốc lá đồng thời gây quỹ cho việc điều trị các bệnh liên quan đến hút thuốc.

###### Hiệu quả Pareto gần đúng
Với một số ε> 0, một kết quả được gọi là hiệu quả ε-Pareto nếu không có kết quả nào khác cung cấp cho tất cả các tác nhân ít nhất cùng một tiện ích và một tác nhân có tiện ích cao hơn ít nhất (1 + ε). Điều này thể hiện quan điểm rằng các cải tiến nhỏ hơn (1 + ε) là không đáng kể và không nên bị coi là vi phạm hiệu quả.

##### Sử dụng trong kỹ thuật
Khái niệm về hiệu suất Pareto đã được sử dụng trong kỹ thuật. Đưa ra một tập hợp các lựa chọn và cách định giá chúng, Pareto front (hoặc Pareto set hoặc Pareto frontier) là tập hợp các lựa chọn có hiệu quả Pareto. Bằng cách hạn chế sự chú ý vào tập hợp các lựa chọn có hiệu quả Pareto, một nhà thiết kế có thể thực hiện đánh đổi trong tập hợp này, thay vì xem xét toàn bộ phạm vi của mọi tham số.

##### Sử dụng trong chính sách công
Lý thuyết kinh tế vi mô hiện đại đã dựa nhiều vào khái niệm hiệu quả Pareto để tạo cảm hứng. Pareto và những người kế nhiệm của ông đã có xu hướng mô tả định nghĩa kỹ thuật này về phân bổ nguồn lực tối ưu trong bối cảnh nó là trạng thái cân bằng về mặt lý thuyết có thể đạt được trong một mô hình trừu tượng về cạnh tranh thị trường. Do đó, nó thường được coi là sự chứng thực cho quan niệm "bàn tay vô hình" của Adam Smith. Cụ thể hơn, nó đã thúc đẩy cuộc tranh luận về "chủ nghĩa xã hội thị trường" trong những năm 1930.
Tuy nhiên, vì khó đánh giá kết quả hiệu quả Pareto trong thế giới thực khi các vấn đề bao gồm thông tin bất cân xứng, tín hiệu, lựa chọn bất lợi và rủi ro đạo đức được đưa ra, nên hầu hết mọi người không coi các định lý của kinh tế học phúc lợi là mô tả chính xác về thế giới thực. . Do đó, tầm quan trọng của hai định lý phúc lợi của kinh tế học nằm ở khả năng của chúng trong việc tạo ra một khuôn khổ đã thống trị tư duy tân cổ điển về chính sách công. Khuôn khổ đó là các định lý kinh tế học phúc lợi cho phép nghiên cứu kinh tế chính trị trong hai tình huống sau: "thất bại thị trường" và "vấn đề phân phối lại".
Phân tích "thất bại thị trường" có thể được hiểu bởi các tài liệu xung quanh ngoại cảnh. Khi so sánh nền kinh tế "thực" với nền kinh tế thị trường dự phòng hoàn chỉnh (được coi là hiệu quả), sự kém hiệu quả trở nên rõ ràng. Sau đó, những yếu tố không hiệu quả hoặc ngoại tác này có thể được giải quyết bằng các cơ chế, bao gồm quyền sở hữu tài sản và thuế khắc phục.
Phân tích "vấn đề tái phân phối" giải quyết câu hỏi chính trị quan sát được về cách sử dụng thuế thu nhập hoặc hàng hóa. Định lý cho chúng ta biết rằng không có cách đánh thuế nào là hiệu quả Pareto và việc đánh thuế có phân phối lại là Pareto không hiệu quả. Do đó, hầu hết các tài liệu đều tập trung vào việc tìm kiếm các giải pháp khi đã có cơ cấu thuế, làm thế nào cơ cấu thuế có thể quy định một tình huống mà không ai có thể trở nên tốt hơn bằng sự thay đổi các loại thuế hiện có.

##### Sử dụng trong sinh học
Tối ưu hóa Pareto cũng đã được nghiên cứu trong các quá trình sinh học. Ở vi khuẩn, các gen được tạo ra hoặc rẻ tiền (tiết kiệm tài nguyên) hoặc dễ đọc hơn (hiệu quả dịch mã). Chọn lọc tự nhiên hoạt động để đẩy các gen được biểu hiện cao về phía biên giới Pareto để sử dụng tài nguyên và hiệu quả dịch mã. Các gen gần biên giới Pareto cũng được chứng minh là tiến hóa chậm hơn (cho thấy rằng chúng đang mang lại lợi thế chọn lọc).

## Quan niệm sai lầm phổ biến
Sẽ không đúng nếu coi hiệu quả Pareto tương đương với tối ưu hóa xã hội, vì khái niệm này là một khái niệm chuẩn tắc, đó là một vấn đề diễn giải thường giải thích cho hệ quả của mức độ bất bình đẳng trong phân phối. Một ví dụ sẽ là việc giải thích một khu học chánh có doanh thu từ thuế bất động sản thấp so với một khu học chánh khác có doanh thu cao hơn nhiều như là một dấu hiệu cho thấy sự phân phối bình đẳng hơn xảy ra với sự trợ giúp của chính phủ phân phối lại

## Sự chỉ trích
Một số nhà bình luận tranh luận rằng hiệu quả Pareto có thể đóng vai trò như một công cụ tư tưởng. Với việc nó ngụ ý rằng chủ nghĩa tư bản tự điều chỉnh nó, có khả năng là các vấn đề cơ cấu bao hàm như thất nghiệp sẽ bị coi là đi chệch khỏi trạng thái cân bằng hoặc chuẩn mực, và do đó bị bỏ qua hoặc giảm giá trị.
Hiệu quả Pareto không đòi hỏi sự phân phối của cải hoàn toàn công bằng, đó là một khía cạnh khác thu hút sự chỉ trích. Một nền kinh tế trong đó một số ít người giàu nắm giữ phần lớn các nguồn lực có thể hiệu quả Pareto. Một ví dụ đơn giản là việc phân phối một chiếc bánh cho ba người. Phân phối công bằng nhất sẽ chỉ định một phần ba cho mỗi người. Tuy nhiên, ví dụ, việc chỉ định một nửa phần cho mỗi hai cá nhân và không phần nào cho phần thứ ba cũng là tối ưu Pareto mặc dù không công bằng, bởi vì không ai trong số những người nhận có thể trở nên tốt hơn mà không giảm phần của người khác; và có nhiều ví dụ phân phối khác như vậy. Một ví dụ về việc phân phối chiếc bánh không hiệu quả theo Pareto sẽ là phân bổ một phần tư chiếc bánh cho mỗi người trong số ba chiếc, với phần còn lại bị loại bỏ.
Nghịch lý tự do được Amartya Sen giải thích cho thấy rằng khi mọi người có sở thích về những gì người khác làm, mục tiêu hiệu quả Pareto có thể mâu thuẫn với mục tiêu tự do cá nhân.
Cuối cùng, người ta đề xuất rằng hiệu quả Pareto ở một mức độ nào đó đã hạn chế thảo luận về các tiêu chí hiệu quả có thể có khác. Như giáo sư Ben Lockwood của Trường Wharton lập luận, một lý do có thể xảy ra là bất kỳ tiêu chí hiệu quả nào khác được thiết lập trong lĩnh vực tân cổ điển sẽ giảm xuống hiệu quả Pareto ở giai đoạn cuối.
1. ↑  "Pareto efficiency", Wikipedia (bằng tiếng Anh), ngày 24 tháng 10 năm 2022, truy cập ngày 7 tháng 11 năm 2022